# Supunna albopunctata
Supunna albopunctata är en spindelart som först beskrevs av Henry Roughton Hogg 1896.  Supunna albopunctata ingår i släktet Supunna och familjen flinkspindlar. Inga underarter finns listade i Catalogue of Life.